# Чацки, Джин
Джин Ше́рман Ча́цки-Кэ́план (англ. Jean Sherman Chatzky-Kaplan; 7 ноября 1968, Мичиган, США) — американская журналистка и телеведущая.

## Биография
Джин Шерман Чацки родилась 7 ноября 1968 года в американском штате Мичиган, а росла в штатах Висконсин, Индиана и Западная Виргиния. Чацки окончила Пенсильванский университет, получив степень бакалавра в области английского языка.
Джин начала свою журналистскую карьеру в 1986 году. Чацки дала личные финансовые консультации на различных ТВ-шоу. Она является финансовым редактором для «Today Show» на канале «NBC».
Первый брак Джин с неким мужчиной по фамилии Чацки окончился разводом после двоих детей — сына Джейка Чацки и дочери Джулии Чацки. С 3 мая 2009 года Чацки замужем во второй раз за Элиотом Кэпланом.

## Работы
- The Difference: How Anyone Can Prosper in Even The Toughest Times (Март 2009)
- Make Money, Not Excuses (Март 2008)
- Pay It Down: From Debt to Wealth on $10 A Day (Январь 2006). ISBN 978-1-59184-063-3
- The Ten Commandments of Financial Happiness (Январь 2005)
- Talking Money (Январь 2001)